# Cyrtopogon popovi
Cyrtopogon popovi är en tvåvingeart som beskrevs av Pavel Lehr 1966. Cyrtopogon popovi ingår i släktet Cyrtopogon och familjen rovflugor. Inga underarter finns listade i Catalogue of Life.